# William Powell
William Horatio Powell (født 29. juli 1892, død 5. marts 1984) var en amerikansk teater- og filmskuespiller.
Powell var aktiv på Broadway fra 1912. Filmdebuterede i 1922, som professor Moriarty i Sherlock Holmes. Han spillede ubehagelige typer i en bred vifte af stumfilm. Da tonefilmen kom, etablerede han sig som en elegant komedieskuespiller. Sit store gennembrud fik han som den whiskydrikkende detektiv Nick Charles i Den tynde mand (1934), baseret på Dashiell Hammetts detektivromaner.

## Privatliv
Powell var gift i årene 1931-1933 med Carole Lombard og i slutningen af 1930'erne var han forlovet med Jean Harlow.

## Filmografi
- Tre piger søger en millionær (1953)